# Dendrobium viridulum
Dendrobium viridulum là một loài thực vật có hoa trong họ Lan. Loài này được Ridl. mô tả khoa học đầu tiên năm 1896.